# Berea (Kentucky)
Berea es una ciudad ubicada en el condado de Madison en el estado estadounidense de Kentucky. En el Censo de 2010 tenía una población de 13561 habitantes y una densidad poblacional de 896,43 personas por km².

## Geografía
Berea se encuentra ubicada en las coordenadas 37°34′37″N 84°17′37″O / 37.57694, -84.29361. Según la Oficina del Censo de los Estados Unidos, Berea tiene una superficie total de 24.35 km², de la cual 24.09 km² corresponden a tierra firme y (1.06%) 0.26 km² es agua.

## Demografía
Según el censo de 2010, había 13561 personas residiendo en Berea. La densidad de población era de 896,43 hab./km². De los 13561 habitantes, Berea estaba compuesto por el 90.73% blancos, el 4.03% eran afroamericanos, el 0.51% eran amerindios, el 1.23% eran asiáticos, el 0.06% eran isleños del Pacífico, el 0.86% eran de otras razas y el 2.57% pertenecían a dos o más razas. Del total de la población el 2.65% eran hispanos o latinos de cualquier raza.